# Кожило
Ко́жило — деревня в Балезинском районе Удмуртии. Административный центр Кожильского сельского поселения.

## География
Деревня находится на берегу реки Чепца, на расстоянии 1,5 км к северу от посёлка Балезино, административного центра района.

### Часовой пояс
Деревня Кожило, как и вся Удмуртская Республика, находится в часовой зоне МСК+1. Смещение применяемого времени относительно UTC составляет +4:00.

## Население
| 2010 | 2012 | 2014 |
| ---- | ---- | ---- |
| 748  | ↘740 | ↗835 |

## Инфраструктура
В деревне функционирует средняя общеобразовательная школа, имеется фельдшерско-акушерский пункт.

## Транспорт
Через деревню проходит железная дорога Балезино — Глазов.